# Râul Ruda, Ialomița
Râul Ruda este un curs de apă, afluent pe partea dreapta al râului Ialomița.